# Lakselva

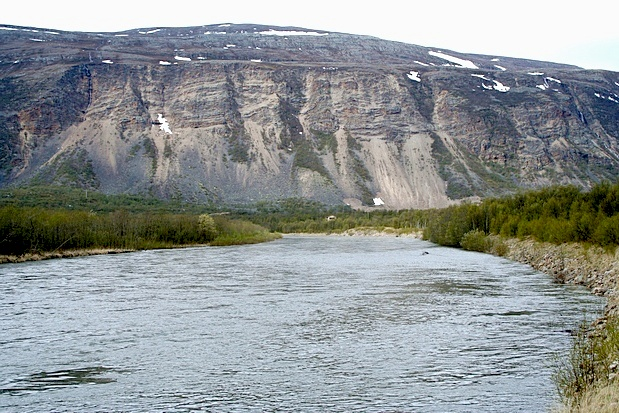
Lakselva strax söder om Lakselv.

Lakselva (samiska: Leavdnjajohka, kvänska: Lemmijoki) är en älv i Porsanger och Karasjok kommuner i Finnmark fylke i nordliga Norge. Den skär sig genom fjällkedjan Gáisene, som bildar toppar på över tusen meter, och rinner ut i Laksefjorden vid samhället Lakselv. Älven är 103,1 kilometer lång, och har ett avrinningsområde på 1 539,04 km². Den genomsnittliga vattenföringen vid mynningen är 26,93 m³/s.
Lakselva rinner genom Lakselvdalen och har sin källa i fjällområdena drygt 20 kilometer öster om Laksefjordens botten. Den översta delen heter Luostejohka och rinner söderut, sedan västerut och åt nordväst, där den bildar sjön Gákkajávri (101 m ö.h.). Längre ner bildas också Øvrevatnet (70 m ö.h.) och Nedrevatnet (65 m ö.h.), innan den mynnar ut längst in i Porsangerfjorden (Porsáŋgguvuotna), strax norr om Lakselv. Den har flera tillopp från Karasjok i söder.
Vid Lakselva finns Luostejok kraftstasjon (1,7 MW) med Gákkajávri som regleringsmagasin. De nedersta 40 kilometerna är farbara med båt. Floden är, som namnet antyder, rik på lax.